# Герб Славянска
Герб Славянска — официальный символ Славянска Донецкой области.

## Описание и символика
В зелёном поле щита находится золотой кадуцей, над кадуцеем расположен серебряный сокол с распростёртыми крыльями, внизу — золотой казацкий крест, по бокам — два серебряных ромба, положенные в перевязи справа и слева. Щит герба помещён в золотой декоративный картуш и увенчан серебряной городской короной.
Серебряный сокол символизирует песню «Дивлюсь я на небо та й думку гадаю, Чому я не сокіл, чому не літаю», которую сочинил уроженец города Михаил Петренко. Ромбы и кадуцей символизируют соляные промыслы и торговлю, так как город развивался за счёт торговли солью. Казацкий крест символизирует казаков, защищавшего город и построивших крепость для защиты от набегов. Зелёное поле щита символизирует природу и лечебно-оздоровительный курорт Славянска.

## История

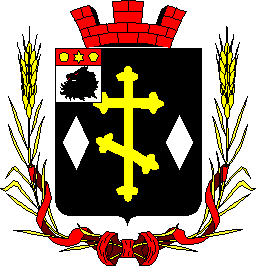
Проект герба Б. В. Кене

В 1867 году был разработан проект герба Славянска. На чёрном поле щита расположен золотой шестиконечный трёхлистный крест (славянский крест), сопровождаемый двумя серебряными ромбами. В вольной части в правом верхнем углу — герб Харьковской губернии. Проект так и не был утверждён.
К 300-летию Славянска в 1976 году председателем Славянского отделения Союза филателистов Юрием Поддубным был разработан герб Славянска, но он не был официально утверждён. В 1988 году в Славянском краеведческом музее были найдены документы, касающиеся проекта герба 1867 года, но из-за креста горсовет не стал его утверждать.
В 1996 году на основе проекта 1867 года был разработан новый вариант герба. Славянский крест был заменён на казачий крест со знамени Изюмского слободского казачьего полка периода основания города. Проект городскими властями опять не был принят, но была создана геральдическая комиссия, которая провела конкурс проектов герба и флага Славянска. На конкурс было выставлено 20 проектов герба и 21 проект флага, созданных 15 авторами. В славянском краеведческом музее проходила выставка проектов.
22 июля 1997 года решением Славянского городского совета был утверждён герб Славянска. Авторский коллектив, разработавший герб: Анатолий Шамрай, Николай Омельченко, Валерий Абрамов, Сергей Чернета, Ирина Бондаренко